# Plectris abdominalis
Plectris abdominalis är en skalbaggsart som beskrevs av Frey 1967. Plectris abdominalis ingår i släktet Plectris och familjen Melolonthidae. Inga underarter finns listade i Catalogue of Life.